# Клеман, Феликс (художник)
Феликс Огюст Клеман (фр. Félix Auguste Clément; 20 мая 1826, Донзер, департамент Дром — 2 февраля 1888, Алжир) — французский художник.

## Биография
Учился в Лионской академии художеств у Жана Клода Бонфона, затем в 1848 году поступил в Парижскую академию художеств, где занимался у Мишеля Мартена Дроллинга и Франсуа Эдуара Пико. Получив в 1856 году Римскую премию, несколько лет жил и работал в Риме, затем в Египте, расписывая охотничьими и эротическими сценами дворец одного из принцев; не получив от него всей оплаты, последнюю работу, известное полотно «Черкешенка в гареме» (фр. Circassienne Au Harem), вывез с собой. В 1868 г. вернулся во Францию. В 1872 году по государственному заказу копировал в Падуе работы Андреа Мантеньи. В 1874—1877 гг. преподавал в Лионе, затем вышел в отставку.
Участвовал во Всемирных выставках в Лондоне (1872), Вене (1873) и Париже (1878). Утверждается, что великий примитивист Анри Руссо консультировался у Клемана — или по крайней мере получил некоторую его протекцию (выразившуюся, в частности, в разрешении делать в учебных целях копии картин в Лувре, — обычно такое разрешение получали только студенты академических учебных заведений).

## Галерея

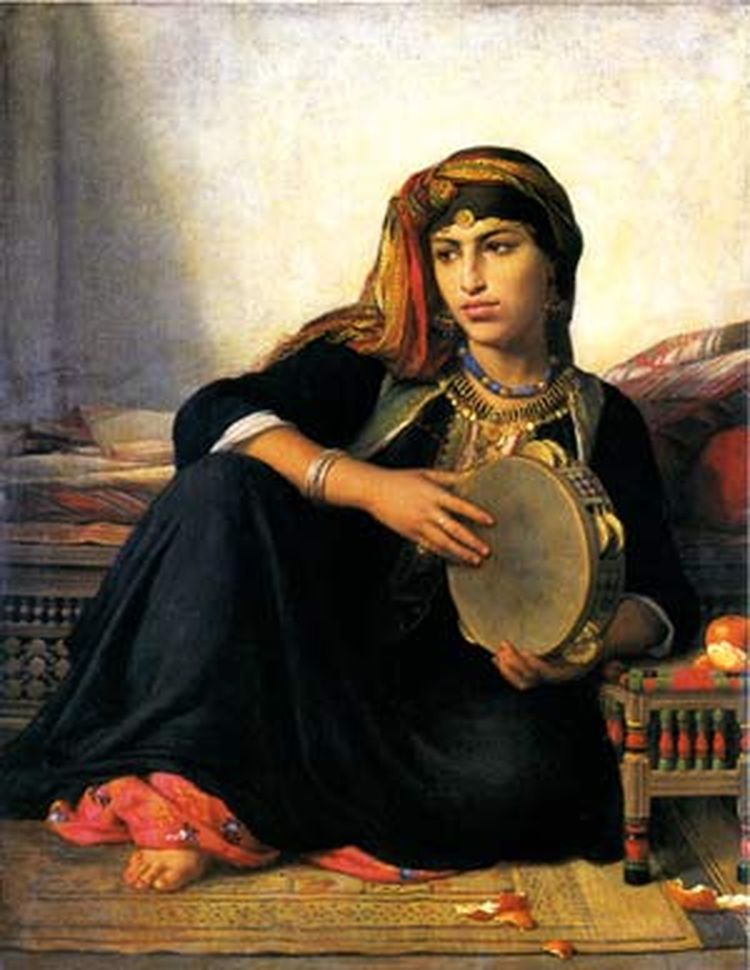
Играющая на тамбурине
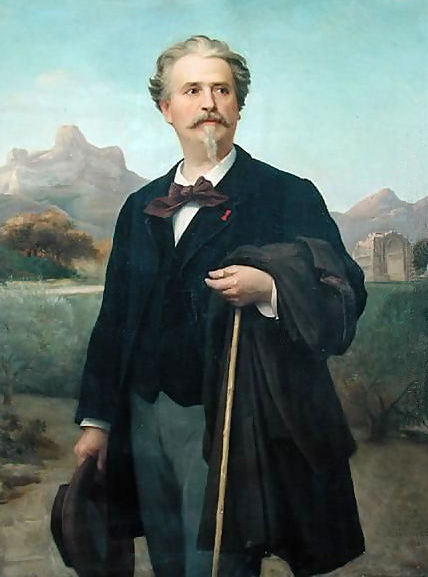
Фредерик Мистраль
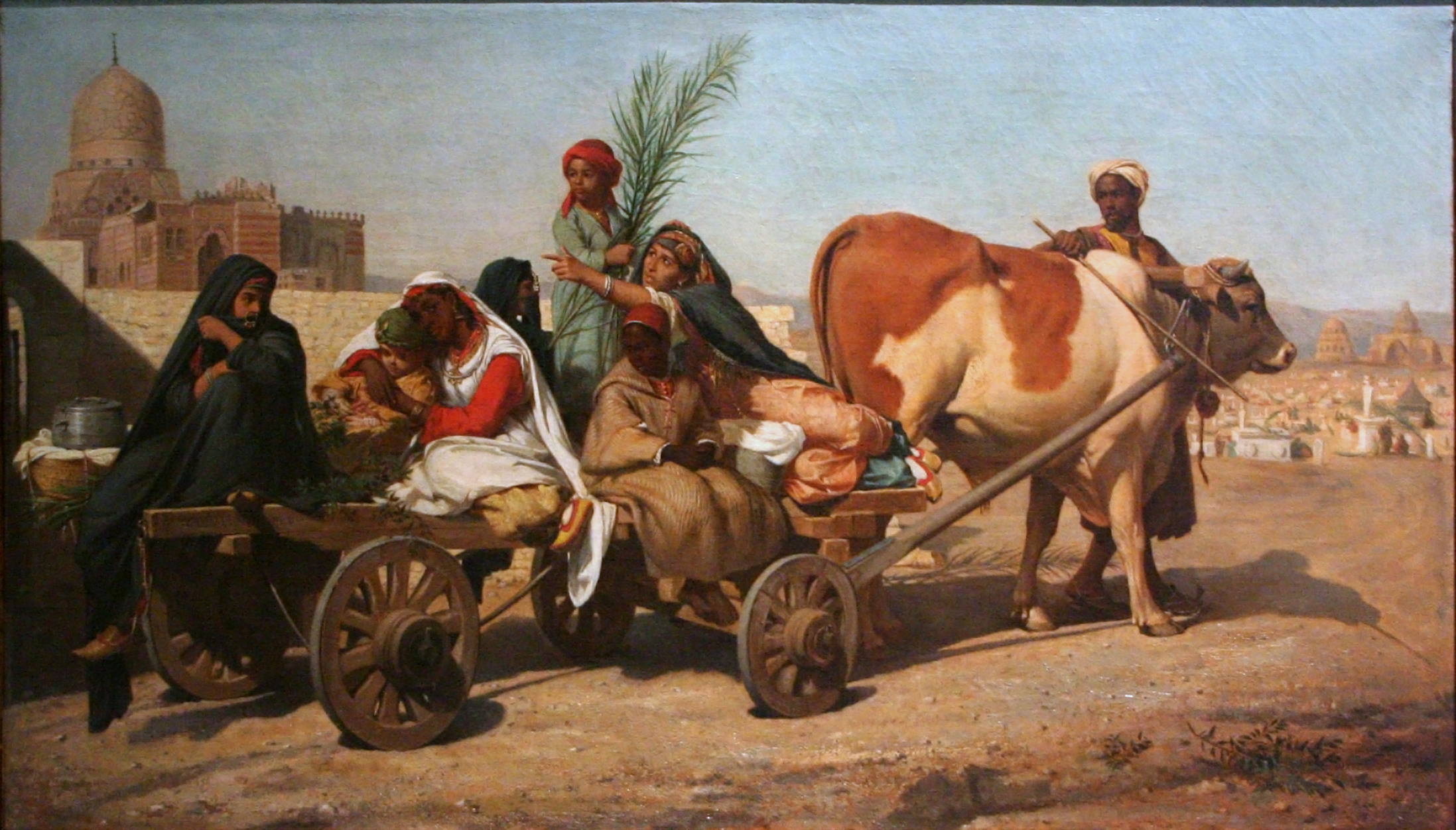
Во время Байрама в Каире
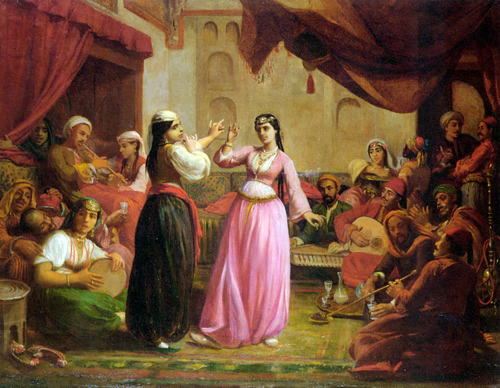
Вечерние забавы
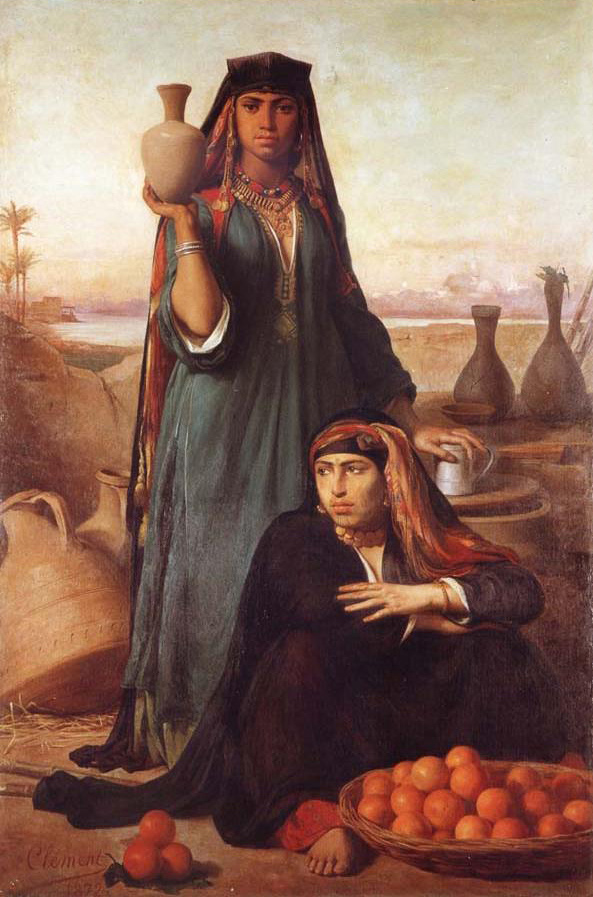
Женщины, торгующие водой и апельсинами у дороги в Гелиополис